# 118 Peitho
118 Peitho är en asteroid som upptäcktes 15 mars 1872 av den tyske astronomen Karl Theodor Robert Luther i Düsseldorf. Asteroiden har fått sitt namn efter Peitho, övertalningens gudinna grekisk mytologi.
Ockultationer av stjärnor har observerats 2000, 2003, 2006 och 2008.[källa behövs]